# Musique de cirque

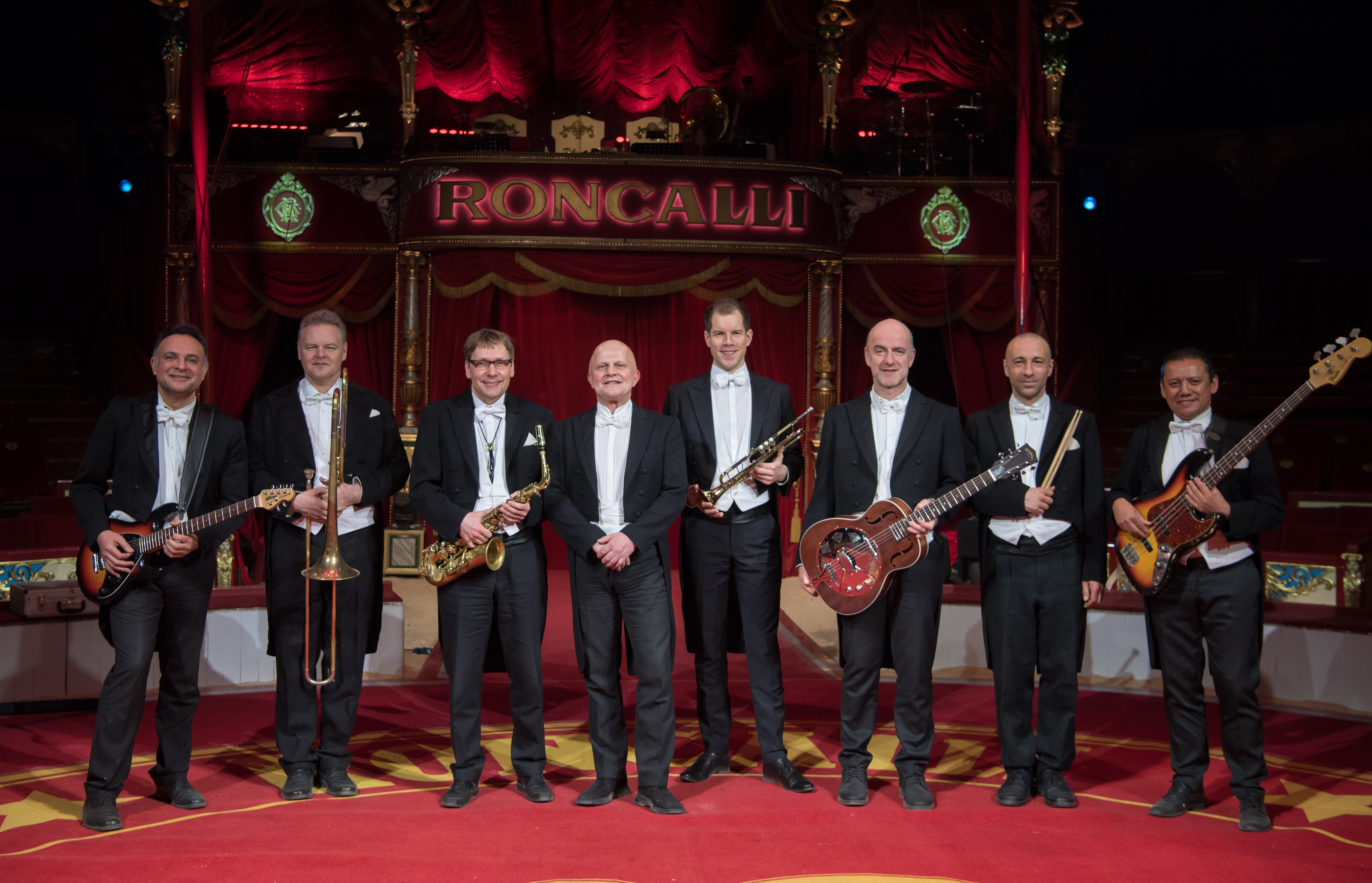
Orchestre du cirque Roncalli

Les musiques qu'il est possible d'entendre dans un spectacle de cirque sont de deux types. Il s'agit soit de musiques d'accompagnement, interprétées par un orchestre (présent ou non), soit des musiques interprétées par les artistes de cirque eux-mêmes (clowns notamment) et faisant partie intégrante des numéros.

## Musique accompagnant les spectacles
L'orchestre est le plus souvent situé un peu en retrait au-dessus de l'entrée des artistes, permettant au chef et musiciens d'avoir une bonne vue d'ensemble sur la scène et l'évolution de ces derniers permettant de faire concorder la musique et le rythme au fur et à mesure du spectacle.

### Morceaux célèbres
- Galop du cirque Renz, de Gustav Peter (de), pièce de virtuosité jouée majoritairement au xylophone
- Entrée des gladiateurs, marche de Julius Ernest Wilhelm Fučík, arrangement de Laurendeau
- Marche des joyeux forgerons (Der kreuzfidele Kupferschmied), de Carl Peter (de)
- 76 Trombones (en), de Meredith Willson (accompagnant souvent les majorettes)
- La Danse du sabre, d'Aram Khatchatourian
- Musiques de Nino Rota pour les films La Strada et Huit et demi, de Federico Fellini

### Musiciens et orchestres célèbres

#### La Piste aux étoiles
Au cours des années 1960 naît sur la première chaîne La Piste aux étoiles, une émission hebdomadaire présentée par Roger Lanzac et se déroulant alternativement au cirque d'hiver de Paris et au cirque Pinder. L'orchestre, filmé durant l'indicatif de la marche de clôture du spectacle, est dirigé successivement par :
- Fred Adison, chef d'orchestre du cirque Pinder en 1952 ;
- Bernard Hilda et Hubert Degex, qui prennent la suite en 1958 ;
- Carmino d'Angelo, qui continue d'orchestrer et accompagner les artistes en 1971.

#### Spectacles divers
- Jean Laporte [1]
- Jacques Jay et ses joyeux saltimbanques [2]
- La troupe des Sipolos (utilisant des instruments originaux faits « maison »)[3]
- Fred Roozendal, xylophoniste belge de cirque durant les années 1960,
- Frederick Fennell (en), chef d'orchestre américain, conduisant l'Eastman Wind Ensemble, sonorise le manège Dumbo du parc Disneyland Paris

Chacun de ces artistes solistes ou orchestres enregistrent de nombreux disques.

### Clowns-musiciens
Les clowns utilisent bien souvent au cours de leur spectacle un ou plusieurs instruments de musique, notamment une trompette, un saxophone, voire un humoristique mirliton.

### Instruments d'un orchestre de cirque

#### En Europe
Les instruments sont bien souvent traditionnels et se composent notamment :
- D'instruments à vent : trompettes, saxophones, trombone, piccolos, clarinettes, tubas
- D'instruments à percussions mélodiques : xylophone, vibraphone
- D'instruments particuliers occasionnels : scie musicale, grelot... (comme ceux qu'utilisèrent les Sipolo)
- D'une batterie donnant le rythme, avec des roulements de tambour introduisant le suspense avant un exploit périlleux ou une prouesse acrobatique, suivi à chaque exploit réussi d'un coup de cymbale, voire un coup de tambour pour renforcer les péripéties maladroites d'un clown.

Les rythmes les plus souvent utilisés pour les entrées et clôtures de spectacles sont les marches de Parade, voire les galops.
Le disque volume 3 pour les enfants Piccolo, Saxo et le Cirque Jolibois, avec des compositions et orchestrations de André Popp et la participation des Sipolo, et en faisant participer de manière ludique, instructive et parfois humoristique les « animaux devenus musiciens », met en relief ces instruments.

#### En Asie et en Amérique
Les cirques d'Extrême-Orient comme la Corée, peuvent être très différents en instruments et styles musicaux, mêlant les violons aux instruments traditionnels asiatiques, pour illustrer par exemple le Cirque du Soleil, sur des rythmes mélodieux, voire lancinants.

## Nuisances sonores
Certains cirques utilisent des musiques amplifiées et des chaufferies bruyantes ce qui peut être source de nuisance
.
En France certains cirques ont déjà été attaqués en justice en raison des nuisances sonores provoquées.
En région parisienne, certains cirques ne sont pas autorisés à s'installer à proximité d'habitations pavillonnaires en raison des nuisances sonores.